# Cuterebra almeidai
Cuterebra almeidai är en tvåvingeart som först beskrevs av Guimaraes och Carrera 1941.  Cuterebra almeidai ingår i släktet Cuterebra och familjen styngflugor. Inga underarter finns listade i Catalogue of Life.